# 금형

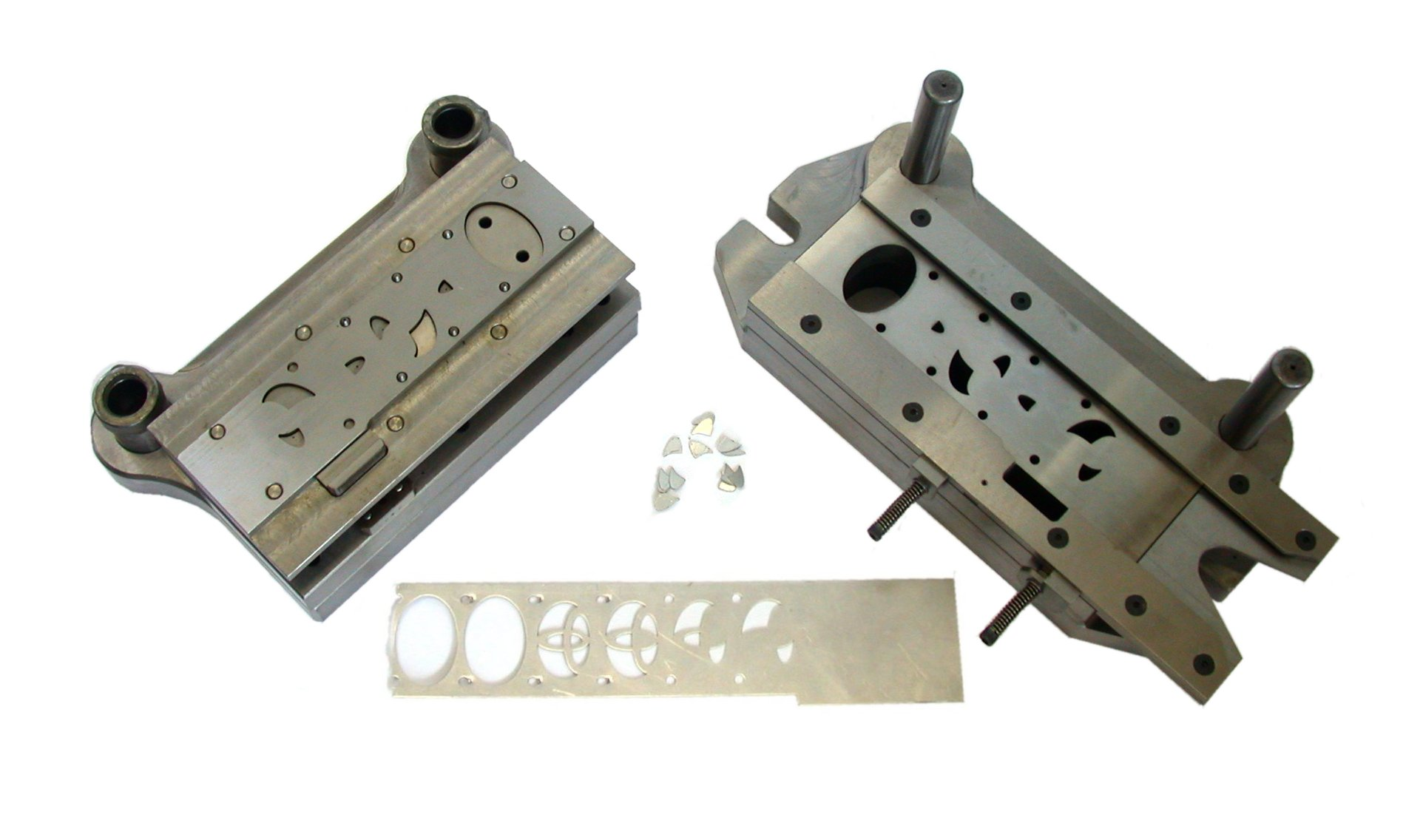

금형(金型, die)은 액체 등을 붓거나 넣어서 모양을 만드는데 쓰이는 틀이자, 제조업에서 재료를 원하는 모양이나 프로파일로 절단 및 성형하는 데 사용되는 특수 공작기계이다. 스탬핑 다이는 드로잉 다이(와이어 제조에 사용) 및 캐스팅 다이(성형에 사용)와 달리 프레스기와 함께 사용된다. 금형과 마찬가지로 금형은 일반적으로 만드는 데 사용되는 항목에 맞게 맞춤화된다.
금형으로 만든 제품은 단순한 종이 클립부터 첨단 기술이 사용되는 복잡한 부품까지 다양하다. 연속 공급 레이저 절단은 특히 자동차 산업에서 유사한 금형 기반 프로세스를 대체할 수 있다.

## 같이 보기
- 다이캐스팅